# Vellozia aloifolia
Espèce
Vellozia aloifolia est une espèce de plantes à fleurs de la famille des Velloziaceae. Son aire de répartition indigène est le Brésil (Minas Gerais). 

## Description
Vellozia aloifolia est un sous-arbrisseau qui pousse principalement dans le biome tropical à saison sèche.

## Systématique
Le nom correct complet (avec auteur) de ce taxon est Vellozia aloifolia Mart..

### Étymologie
Le nom de genre Vellozia a été donné en mémoire de Joaquim Velozo de Miranda, l'épithète aloifolia provient de « aloides » (qui ressemble à Aloe) et de « follia », dont les feuilles ressemblent à l'Aloes